# 阿索萨
阿索萨（Asosa）是埃塞俄比亚西部的一个城镇，还是本尚古勒-古马兹州的首府。它隶属于阿索萨专区。海拔1570米。